# Municipio de Salt Creek (condado de Hocking)
El municipio de Salt Creek (en inglés: Salt Creek Township) es un municipio ubicado en el condado de Hocking en el estado estadounidense de Ohio. En el año 2010 tenía una población de 1210 habitantes y una densidad poblacional de 11,09 personas por km².

## Geografía
El municipio de Salt Creek se encuentra ubicado en las coordenadas 39°24′51″N 82°41′14″O / 39.41417, -82.68722. Según la Oficina del Censo de los Estados Unidos, el municipio tiene una superficie total de 109.07 km², de la cual 108,64 km² corresponden a tierra firme y (0,4 %) 0,43 km² es agua.

## Demografía
Según el censo de 2010, había 1210 personas residiendo en el municipio de Salt Creek. La densidad de población era de 11,09 hab./km². De los 1210 habitantes, el municipio de Salt Creek estaba compuesto por el 98,35 % blancos, el 0,5 % eran amerindios, el 0,17 % eran asiáticos y el 0,99 % eran de una mezcla de razas. Del total de la población el 0,17 % eran hispanos o latinos de cualquier raza.